# Hong Kong Tennis Open 2024
L'Hong Kong Tennis Open 2024, conosciuto anche come Prudential Hong Kong Tennis Open per motivi di sponsorizzazione, è stato un torneo di tennis giocato sul cemento. È stata la 11ª edizione dell'Hong Kong Open, che fa parte della categoria 250 nell'ambito del WTA Tour 2024. Si è giocato al Victoria Park Tennis Stadium di Hong Kong, dal 28 ottobre al 3 novembre 2024.

## Partecipanti

### Teste di serie
| Nazionalità   | Giocatrice       | Ranking* | Testa di serie |
| ------------- | ---------------- | -------- | -------------- |
|               | Diana Šnajder    | 16       | 1              |
| Regno Unito   | Katie Boulter    | 33       | 2              |
| Canada        | Leylah Fernandez | 35       | 3              |
| Cina          | Wang Xinyu       | 39       | 4              |
| Nuova Zelanda | Lulu Sun         | 41       | 5              |
| Cina          | Yuan Yue         | 44       | 6              |
| Francia       | Varvara Gracheva | 68       | 7              |
| Spagna        | Cristina Bucșa   | 70       | 8              |
| Stati Uniti   | Bernarda Pera    | 79       | 9              |

* Ranking al 21 ottobre 2024.

### Altre partecipanti
Le seguenti giocatrici hanno ricevuto una wild card per il tabellone principale:
- Eudice Chong
- Simona Halep
- Sofia Kenin
- Cody Wong

La seguente giocatrice è entrata in tabellone utilizzando il ranking protetto:
- Margarita Betova

Le seguenti giocatrici sono passate dalle qualificazioni:

- Gao Xinyu
- Hina Inoue
- Kyōka Okamura
- Tat'jana Prozorova
- Shi Han
- Mei Yamaguchi

Le seguenti giocatrici sono entrate in tabellone come lucky loser:
- Jang Su-jeong
- Lu Jiajing

### Ritiri
Prima del torneo
- Èlina Avanesyan → sostituita da  Kimberly Birrell
- Danielle Collins → sostituita da  Margarita Betova
- Magdalena Fręch → sostituita da  Nao Hibino
- Olivia Gadecki → sostituita da  Sara Saitō
- Naomi Ōsaka → sostituita da  Priscilla Hon
- Anastasija Potapova → sostituita da  Anastasija Zacharova
- Emma Raducanu → sostituita da  Aljaksandra Sasnovič
- Elena-Gabriela Ruse → sostituita da  Suzan Lamens
- Aljaksandra Sasnovič → sostituita da  Lu Jiajing
- Kateřina Siniaková → sostituita da  Ana Bogdan
- Lulu Sun → sostituita da  Jang Su-jeong
- Clara Tauson → sostituita da  Heather Watson
- Taylor Townsend → sostituita da  Jessika Ponchet
- Dajana Jastrems'ka → sostituita da  Wang Xiyu

## Partecipanti al doppio

### Teste di serie
| Nazione    | Giocatrice        | Nazione     | Giocatrice      | Ranking* | Testa di serie |
| ---------- | ----------------- | ----------- | --------------- | -------- | -------------- |
| Spagna     | Cristina Bucșa    | Giappone    | Miyu Katō       | 61       | 1              |
| Slovacchia | Tereza Mihalíková | Regno Unito | Olivia Nicholls | 84       | 2              |
| Norvegia   | Ulrikke Eikeri    | Giappone    | Makoto Ninomiya | 101      | 3              |
| Giappone   | Shūko Aoyama      | Giappone    | Eri Hozumi      | 107      | 4              |

* Ranking al 21 ottobre 2024.

### Altre partecipanti
Le seguenti coppie di giocatrici hanno ricevuto una wild card per il tabellone principale:
- Eudice Chong /  Cody Wong
- Justine Leong /  Ng Man-ying

La seguente coppia di giocatrici è entrata in tabellone utilizzando il ranking protetto:
- Margarita Betova /  Tat'jana Prozorova

## Punti
| Evento    | V   | F   | SF | QF | 2T   | 1T | Q    | Q2   | Q1   |
| Singolare | 250 | 163 | 98 | 54 | 30   | 1  | 18   | 12   | 1    |
| Doppio    | 250 | 163 | 98 | 54 | N.D. | 1  | N.D. | N.D. | N.D. |

## Montepremi
| Evento    | V        | F        | SF       | QF      | 2T      | 1T      | Q2      | Q1      |
| Singolare | 35 250 $ | 20 830 $ | 11 610 $ | 6 608 $ | 4 040 $ | 2 890 $ | 2 140 $ | 1 380 $ |
| Doppio*   | 12 820 $ | 7 210 $  | 4 140 $  | 2 470 $ | N.D.    | 1 900 $ | N.D.    | N.D.    |

*per team

## Campionesse

### Singolare
Diana Šnajder ha sconfitto in finale  Katie Boulter con il punteggio di 6-1, 6-2.
- È il quarto titolo in carriera e in stagione per Šnajder.

### Doppio
Ulrikke Eikeri /  Makoto Ninomiya hanno sconfitto in finale  Shūko Aoyama /  Eri Hozumi con il punteggio di 6-4, 4-6, [11-9].